# Veleta
Veleta este un sat din comuna Danilovgrad, Muntenegru. Conform datelor de la recensământul din 2003, localitatea are 23 de locuitori (la recensământul din 1991 erau 75 de locuitori).

## Demografie
În satul Veleta locuiesc 22 de persoane adulte, iar vârsta medie a populației este de 60,2 de ani (58,1 la bărbați și 61,6 la femei). În localitate sunt 14 gospodării, iar numărul mediu de membri în gospodărie este de 1,64.
|  |

| Demografie | Demografie | Demografie |
| An         | Locuitori  | Locuitori  |
| ---------- | ---------- | ---------- |
|            |            |            |
|            |            |            |
|            |            |            |
|            |            |            |
| 1948       | 103        |            |
| 1953       | 101        |            |
| 1961       | 99         |            |
| 1971       | 86         |            |
| 1981       | 71         |            |
| 1991       | 75         | 75         |
| 2003       | 32         | 23         |

| \| Componența etnică conform recensământului din 2003[2] \| Componența etnică conform recensământului din 2003[2] \| Componența etnică conform recensământului din 2003[2] \| Componența etnică conform recensământului din 2003[2] \| Componența etnică conform recensământului din 2003[2] \| \| ----------------------------------------------------- \| ----------------------------------------------------- \| ----------------------------------------------------- \| ----------------------------------------------------- \| ----------------------------------------------------- \| \| \| \| \| \| \| \| Muntenegreni \| Muntenegreni \| \| 15 \| 65,21% \| \| Sârbi \| Sârbi \| \| 4 \| 17,39% \| \| necunoscută \| necunoscută \| \| 0 \| 0% \| |              |  |    |        |
| Componența etnică conform recensământului din 2003 |              |  |    |        |
| |              |  |    |        |
| Muntenegreni | Muntenegreni |  | 15 | 65,21% |
| Sârbi | Sârbi        |  | 4  | 17,39% |
| necunoscută | necunoscută  |  | 0  | 0%     |